# Andrena nigroaenea
Andrena nigroaenea ist eine Sandbiene aus der Familie Andrenidae. Sie ist eine solitäre, nestbauende Biene, die jährlich eine Generation hat und in Deutschland von Mitte April bis Mitte Juni fliegt. Auf Deutsch wird sie manchmal „Erzfarbene Düstersandbiene“ oder „Erzfarbene Sandbiene“ genannt.

## Merkmale

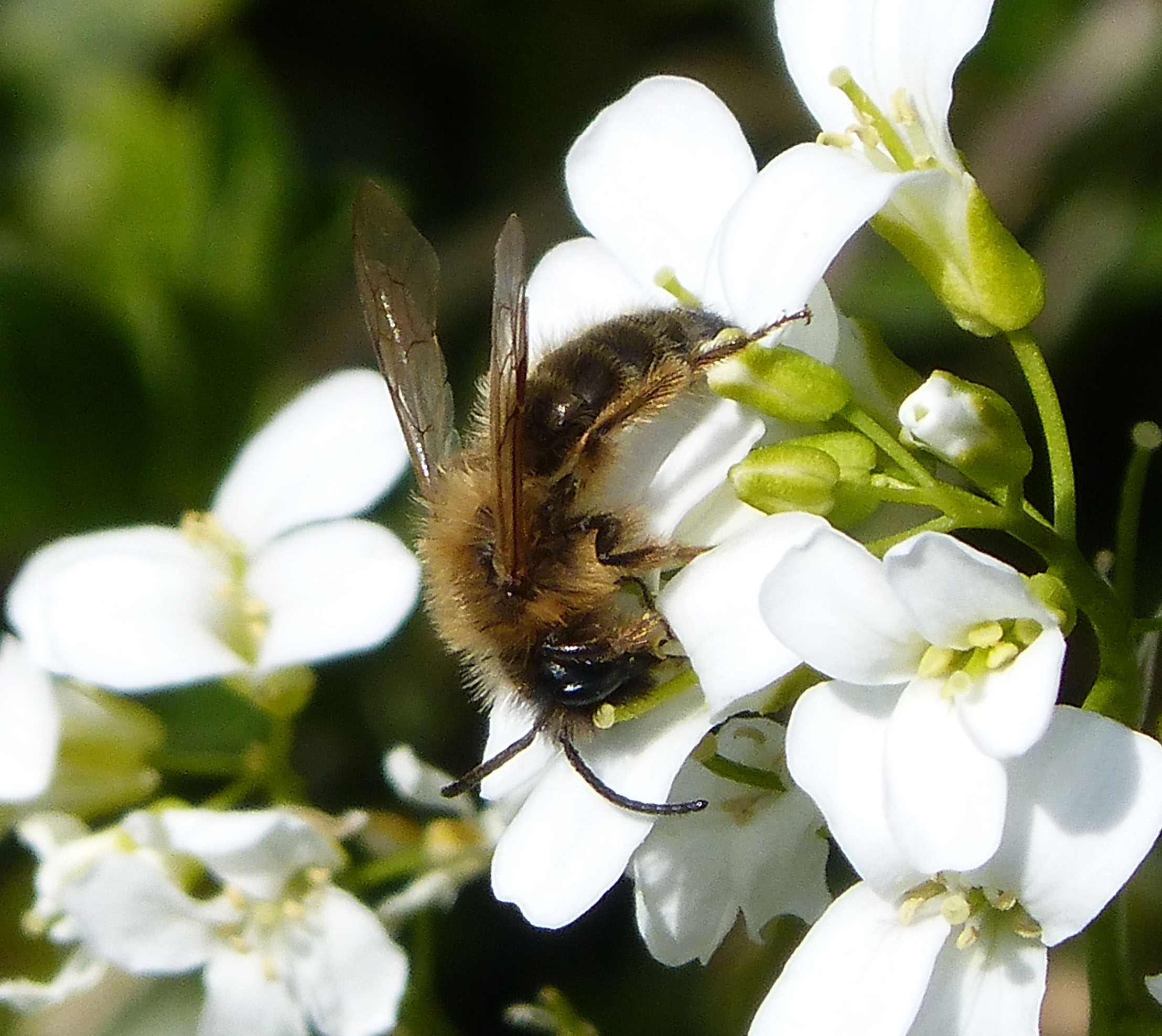
Andrena nigroaenea, Männchen

A. nigroaenea ist eine relativ große Sandbiene, mit einer Länge von ca. 13 bis 15 mm (Weibchen) beziehungsweise 11 bis 14 mm (Männchen). Bei den Weibchen ist der Thoraxrücken rotbraun behaart. Die Tergite sind nur schwach behaart, die vorderen Tergite braun, die hinteren schwarz. Das Gesicht sowie die Endfranse sind schwarz behaart, die Schienenbürste rotgelb. Der Hinterleib ist manchmal undeutlich metallisch glänzend. Die Weibchen sind ähnlich wie Andrena tibialis, oft auch ähnlich wie A. bicolor. Die Männchen sind schwächer, mehr oder weniger bräunlich behaart und nicht leicht von ähnlichen Andrena Männchen zu unterscheiden. Für eine exakte Bestimmung sind Vergleichsmaterial und Spezialliteratur nötig.

## Verbreitung und Lebensraum
Die Art ist in der Westpaläarktis weit verbreitet. Sie kommt von Portugal über fast ganz Europa bis zum Ural vor, nach Norden bis Schottland und Irland, in Skandinavien bis nordwärts über 60° N hinaus. In Südeuropa bis Malta, Kreta und Zypern. In Nordafrika ist die Art von Marokko bis Ägypten verbreitet, auch in Israel, Kleinasien, im Kaukasus und bis Afghanistan ist sie zu finden.
Für Deutschland, Österreich und die Schweiz ist A. nigroaenea aus allen Regionen nachgewiesen, sie kommt bis in die subalpine Höhenstufe vor, in den Schweizer Alpen bis in 1500 m.
Als Lebensraum gelten zum Beispiel Waldränder, Hecken, Hochwasserdämme, Sand- und Kiesgruben, aber auch Parks und Gärten. Die Nester werden meist an schütter bewachsenen Böschungen, Rainen und Waldrändern angelegt. Manchmal nistet die Art auch in Steilwänden und sogar in Balkonkästen. Diese Sandbiene ist eine der wenigen Arten, die auch in humosen Böden nistet.

## Lebensweise
Die Nester von A. nigroaenea sind oft nicht in Aggregationen, sondern meistens einzeln angelegt. Die Männchen patrouillieren auf der Suche nach paarungsbereiten Weibchen, dabei können sie am Geruch erkennen, ob ein Weibchen bereits ein Nest baut, also schon verpaart ist oder noch nicht.  Die Weibchen sind ausgesprochen polylektisch, es ist die Verwendung von Pollen aus 13 verschiedenen Familien nachgewiesen. Manchmal benutzen mehrere Weibchen einen gemeinsamen Nesteingang, sodass man vermutet, dass die Art teilweise kommunal sein kann.
Die Männchen von A. nigroaenea bestäuben die Spinnen-Ragwurz, deren Blüten durch Geruch und Aussehen ein Sandbienenweibchen imitieren. Beim Kopulationsversuch, der sogenannten Pseudokopulation, wird dem Männchen ein Pollenpaket angeheftet, das es dann zur nächsten Blüte transportiert. In Mitteleuropa gibt es noch eine zweite Sandbiene, Andrena limata, bei der die Männchen durch Pseudokopulation Orchideen bestäuben. Im Mittelmeerraum ist dieses Phänomen häufig.
Die Art überwintert als Imago.
Parasiten: Als Kuckucksbienen wurden Nomada fulvicornis, N. goodeniana, N. marshamella und N. succincta gemeldet. Erwachsene Bienen werden manchmal von dem Fächerflügler Stylops melittae parasitiert.

## Systematik
Von der Art wurden mehrere Unterarten beschrieben, die jedoch nach neueren Untersuchungen nur Farbvariationen darstellen. Darin zeigt sich, dass die Art in ihrer Haarfärbung relativ variabel ist.